# عادل حيدر
عادل حيدر (بالإنجليزية: Adil Haider)‏ هو جراح وطبيب أمريكي، ولد في 27 أغسطس 1973 في زانيسفيل في الولايات المتحدة.